# Euphorbia pinkavana
Euphorbia pinkavana är en törelväxtart som beskrevs av Marshall Conring Johnston. Euphorbia pinkavana ingår i släktet törlar, och familjen törelväxter. Inga underarter finns listade i Catalogue of Life.